# Kalofer
Kalofer (en bulgare : Калофер) est une petite ville du centre de la Bulgarie, située dans l'une des vallées qui longe le versant sud de la chaîne du Balkan. Elle comptait 3631 habitants au dernier recensement de 2005.

## Géographie
La ville de Kalofer est située dans le centre de la Bulgarie, dans la partie nord de la vallée des roses, qui longe la partie sud du massif du Grand Balkan.

## Histoire
Kalofer fut le lieu du massacre de Kalofer en 1877, où des bachi-bouzouks circassiens ont assiégé puis pillé et incendié la ville à l'été 1877, faisant en 1000 et 3000 victimes civiles, de toutes ethnicités (Bulgares, Gagaouzes, Grecs ou encore Arméniens).

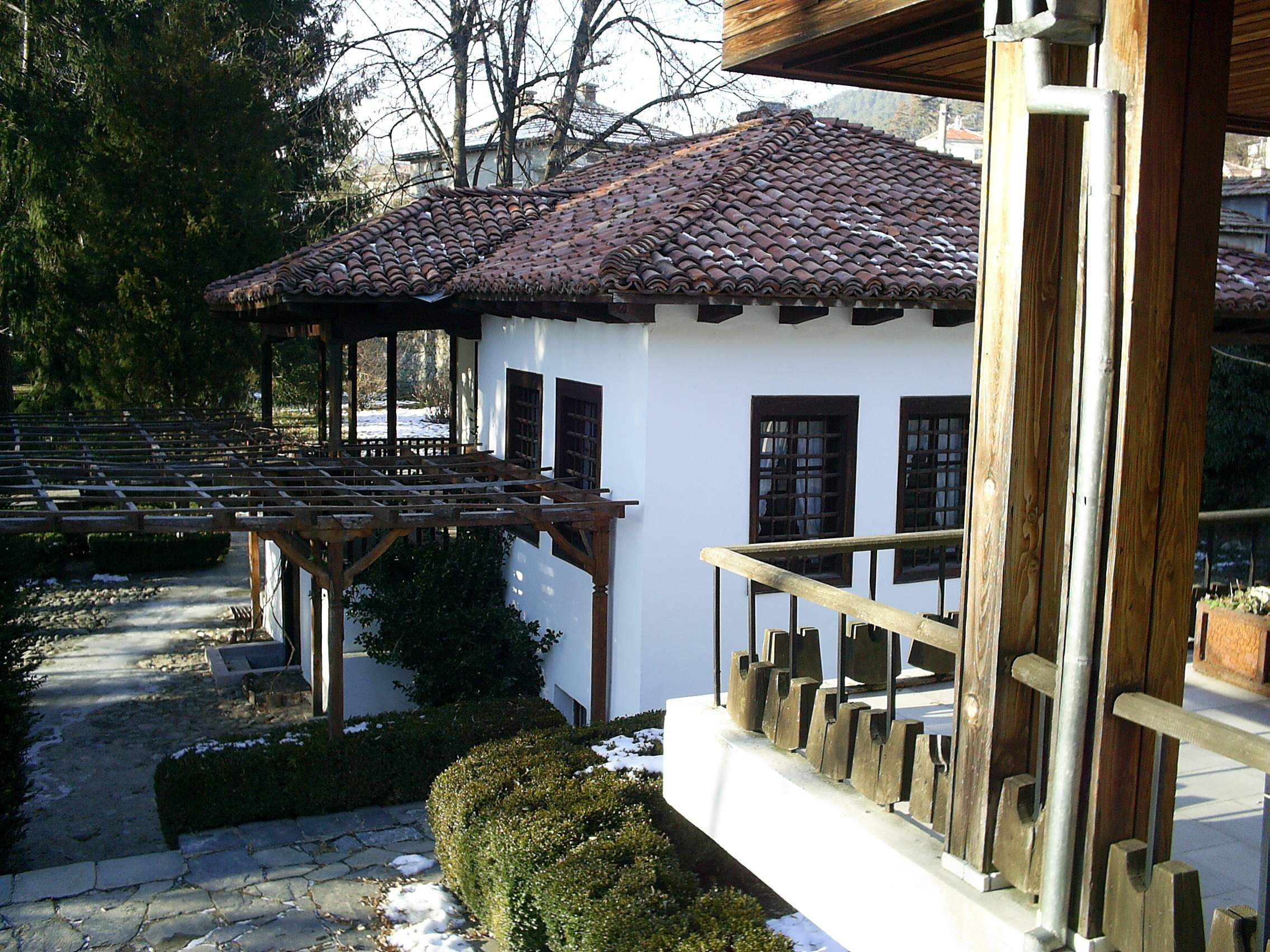
La maison de Hristo Botev.

Elle a également vu naître en 1846 le poète et révolutionnaire bulgare Khristo Botev.

## Culture
- Danse horo/xoro